# Christine Laprell
Christine Laprell detta Christa o Christl (Monaco di Baviera, 6 maggio 1950 – Tegernsee, 11 maggio 2021) è stata una sciatrice alpina tedesca che gareggiò per la nazionale tedesca occidentale.

## Biografia
Sciatrice polivalente, la Laprell debuttò in campo internazionale in occasione del Critérium de la première neige 1966 (Val-d'Isère, 14-18 dicembre), dove si classificò 7ª nello slalom speciale; in Coppa del Mondo esordì nella stagione inaugurale del circuito, il 10 gennaio 1967 a Grindelwald nella medesima specialità (25ª), e conquistò il miglior risultato il 3 marzo seguente a Sestriere in discesa libera (11ª).
Ai X Giochi olimpici invernali di Grenoble 1968, sua unica presenza olimpica e iridata, si piazzò 24ª nella discesa libera, 15ª nello slalom gigante, 10ª nello slalom speciale e 10ª nella combinata, disputata in sede olimpica ma valida solo ai fini dei Mondiali 1968; in Coppa del Mondo ottenne l'ultimo piazzamento il 5 aprile dello stesso a Heavenly Valley in slalom gigante (12ª) e prese per l'ultima volta il via il giorno successivo nella medesima località in slalom speciale, senza completare la gara.

## Palmarès

### Coppa del Mondo
- Miglior piazzamento in classifica generale: 55ª nel 1968

### Campionati tedeschi
- 1 oro (discesa libera nel 1968)[7]